# Hiromasa Kanazawa
Hiromasa Kanazawa (金澤 大将 Kanazawa Hiromasa?, nacido el 1 de diciembre de 1983 en Shizuoka) es un exfutbolista japonés. Jugaba de centrocampista y su último club fue el SC Sagamihara de Japón.

## Trayectoria

### Clubes
| Club           | País  | Año         |
| -------------- | ----- | ----------- |
| Yokohama FC    | Japón | 2006        |
| Mito HollyHock | Japón | 2007 - 2009 |
| SC Sagamihara  | Japón | 2010 - 2011 |

## Palmarés

### Títulos nacionales
| Título    | Club        | País  | Año  |
| --------- | ----------- | ----- | ---- |
| J2 League | Yokohama FC | Japón | 2006 |